# Episodi di Crossing Jordan (sesta stagione)
La sesta e ultima stagione della serie televisiva Crossing Jordan è stata trasmessa in prima visione negli Stati Uniti d'America da NBC nel 2007.
In Italia è stata trasmessa in prima visione satellitare da Fox Life ed in chiaro da LA7.
| nº | Titolo originale               | Titolo italiano                  | Prima TV USA     | Prima TV Italia   |
| -- | ------------------------------ | -------------------------------- | ---------------- | ----------------- |
| 1  | Retribution                    | Il complotto aka castigo         | 14 gennaio 2007  | 5 settembre 2007  |
| 2  | Shattered                      | Morte accidentale                | 21 gennaio 2007  | 5 settembre 2007  |
| 3  | 33 Bullets                     | 33 Proiettili                    | 28 gennaio 2007  | 12 settembre 2007 |
| 4  | Crazy Little Thing Called Love | Quella pazza cosa chiamata amore | 11 febbraio 2007 | 12 settembre 2007 |
| 5  | Mr. Little and Mr. Big         | Nessun rimpianto                 | 18 febbraio 2007 | 19 settembre 2007 |
| 6  | Night of the Living Dead       | Morte apparente                  | 25 febbraio 2007 | 19 settembre 2007 |
| 7  | Hubris                         | Superbia aka il boia             | 7 marzo 2007     | 26 settembre 2007 |
| 8  | Isolation                      | Isolamento                       | 14 marzo 2007    | 26 settembre 2007 |
| 9  | Seven Feet Under               | Due metri sotto terra            | 21 marzo 2007    | 3 ottobre 2007    |
| 10 | Fall from Grace                | Perdita di memoria               | 28 marzo 2007    | 3 ottobre 2007    |
| 11 | Faith                          | Fede                             | 4 aprile 2007    | 10 ottobre 2007   |
| 12 | Sleeping Beauty                | La bella addormentata            | 11 aprile 2007   | 10 ottobre 2007   |
| 13 | Post Hoc                       | Dopo il fatto                    | 18 aprile 2007   | 17 ottobre 2007   |
| 14 | In Sickness & In Health        | In salute e malattia             | 25 aprile 2007   | 17 ottobre 2007   |
| 15 | Dead Again                     | Ancora morti                     | 2 maggio 2007    | 24 ottobre 2007   |
| 16 | D.O.A                          | D.O.A                            | 9 maggio 2007    | 24 ottobre 2007   |
| 17 | Crash                          | Schianto                         | 16 maggio 2007   | 31 ottobre 2007   |